# Wangelin (Adelsgeschlecht)

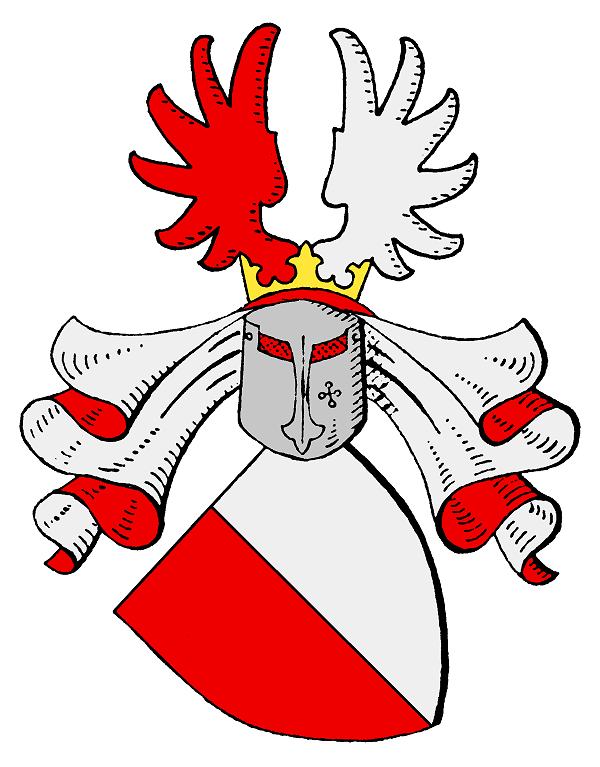
Stammwappen derer von Wangelin nach Friedrich Crull

Wangelin ist der Name eines alten mecklenburgischen Adelsgeschlechts, das zu den Vasallen der Fürsten von Werle gehörte.

## Geschichte
Inwieweit die Familie im Magdeburgischen oder in Thüringen ihren Ursprung nimmt, ist in der Forschung des 19. Jahrhunderts ebenso umstritten, wie die Frage, ob die wappendivergente rügische Familie Wangerin bzw. Wengerin als Linie der mecklenburgischen anzusehen ist.
Das Geschlecht entlehnt seinen Namen jedenfalls vom gleichnamigen Gut Wangelin im Amt Lübz und erscheint zuerst urkundlich am 25. September 1270 mit Hermann Wangelin sowie mit dem Ritter Heynricus de Wangelin und dem Knappen Machorius de Wangelin am 1. August 1282. Es zählte im 14. Jahrhundert zu den ältesten, angesehensten und in der Folge auch stark ausgebreiteten Adelsgeschlechtern Mecklenburgs. Noch im 13. Jahrhundert erscheint der Ritter Christian von Wangelin. Letzterer wurde Anfang des 14. Jahrhunderts nochmals mit seinen Söhnen, den Rittern Christian von Wangelin auf Glans und Gerhard von Wangelin, als werlischer Lehnsmann erwähnt. Dann folgen die Gebrüder Knappen Nikolaus und Gerhard von Wangelin auf Wangelin, der werlische Vasall Knappe Christian und Knappe Mathias und der Knappe Heinrich von Wangelin auf Wendisch Damerow und um 1340 Henning von Wangelin. Das Geschlecht breitete sich nach Pommern, Preußen und Sachsen aus, stand Ende des 18. bis Anfang des 19. Jahrhunderts jedoch auf immer weniger Augen.
In Mecklenburg saßen die von Wangelin noch 1796 auf Alt Schwerin und sind im 19. Jahrhundert erloschen.
Im Einschreibebuch des Klosters Dobbertin befinden sich sieben Eintragungen von Töchtern der Familien von Wangelin aus Alt Schwerin und Wangelin aus den Jahren 1696–1816 zur Aufnahme in das dortige adelige Damenstift. Das Bildwappen der 1752 im Kloster Dobbertin verstorbenen Konventualin Anna Augusta Juliana von Wangelin befindet sich an der nördlichen Gebetsloge auf der Nonnenempore in der Klosterkirche.
Jacobi von Wangelin
Nach vorliegenden wissenschaftlich-genealogischen Stand kam nicht direkt durch Adoption Hermann Georg Ludwig Jakobi (1812–1903), Gutsbesitzer zu Großjena und seit 1841 Landrat des Kreises Naumburg, zum Namenszusatz Wangelin. Er hatte 1835 Adolfine von Wangelin geheiratet und war seit 1842 als Jacobi von Wangelin bei Berechtigung zum Führen des Wappens der von Wangelin in den erblichen Adelstand erhoben worden. Bereits am 21. Februar 1841 erhielt man zu Berlin den preußischen Adelsstand. Hermann Jacobi von Wangelin war dann zwischen 1849 und 1867 Mitglied des Preußischen Abgeordnetenhauses. Die bis heute bestehende Familie hatte viele Nachfahren und lebte zuteils auch mit mehreren Gliedern in der DDR.

## Besitz
Zum historischen Güterbesitz des Geschlechts gibt Ledebur eine groben Überblick:
- Mecklenburg: Dorf-Schwerin (heute: Alt Schwerin), Ankershagen, Bandekow, Grabow (heute: Grabowhöfe) (mit Sommerstorf), Lütkendorf, Nossentin, Sparow bei Nossentiner Hütte, Rotermannshagen, Schönhausen, Vielist, Voigtsdorf und Wangelin
- Schlesien: Guhlau im Kreis Guhrau
- Magdeburg: Domersleben
- Brandenburg: Buckow

## Wappen
Das Stammwappen ist von Rot und Silber gespalten. Auf dem Helm mit rot-silbernen Decken ein springender silberner (auch schwarzer) Windhund (mit silbernem Halsband) zwischen einem offenen, rechts roten, links silbernen Flug.
Nach Friedrich Crull ist „von einem Hunde zwischen den Flügeln in alter Zeit keine Spur vorhanden“.

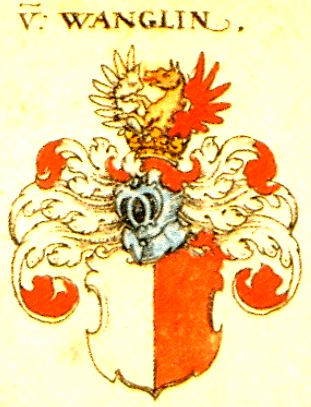
Wappen in Siebmachers Wappenbuch 1605
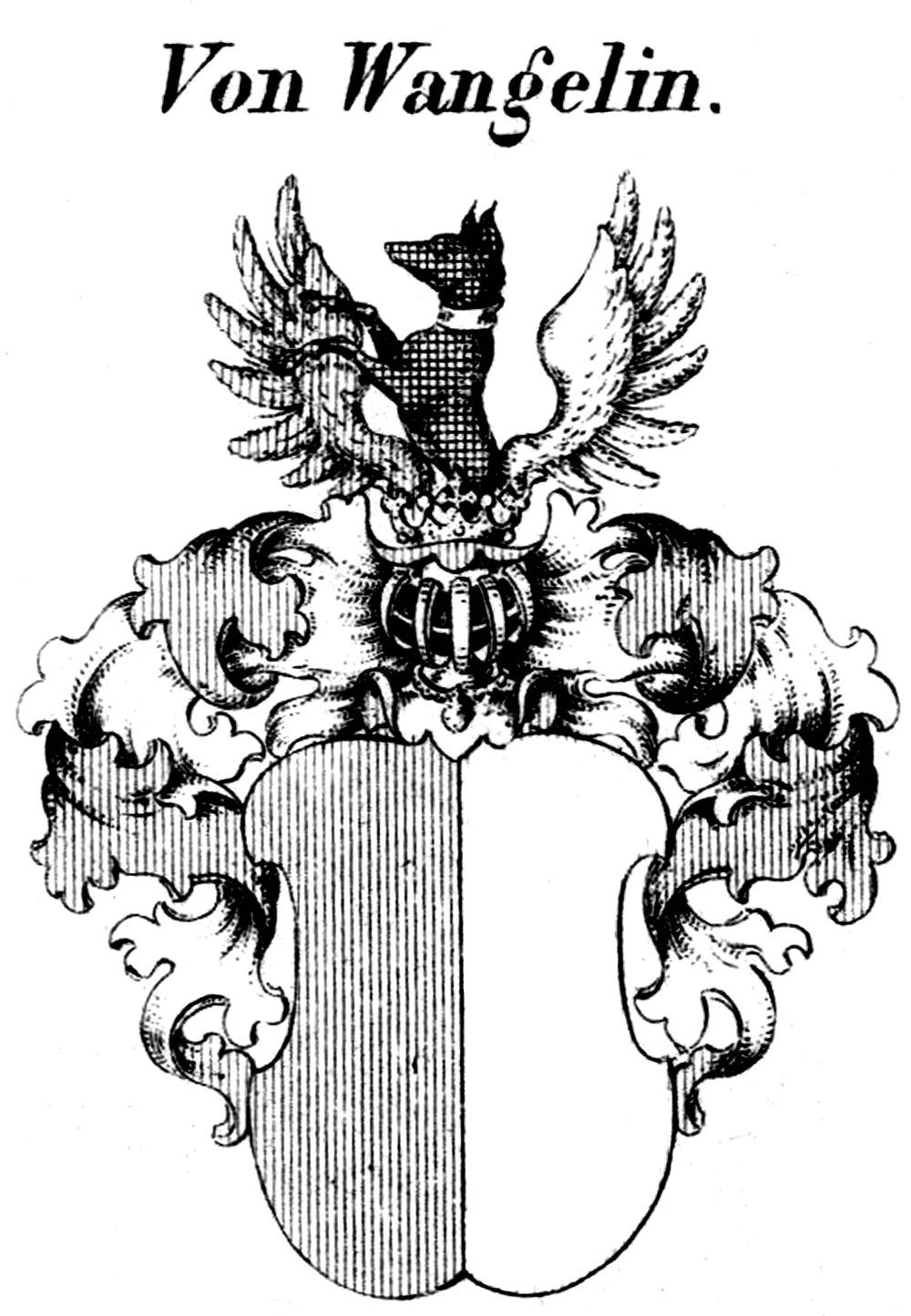
Darstellung 19. Jahrhundert
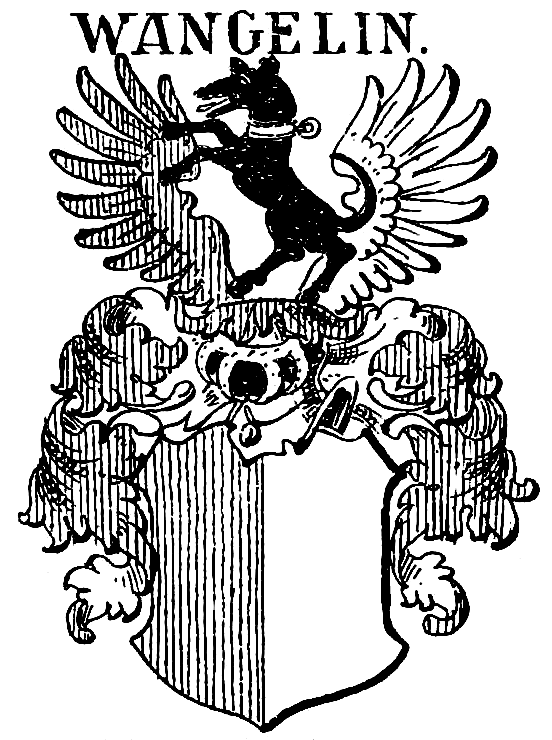
Wappen in Siebmachers Wappenbuch 1902
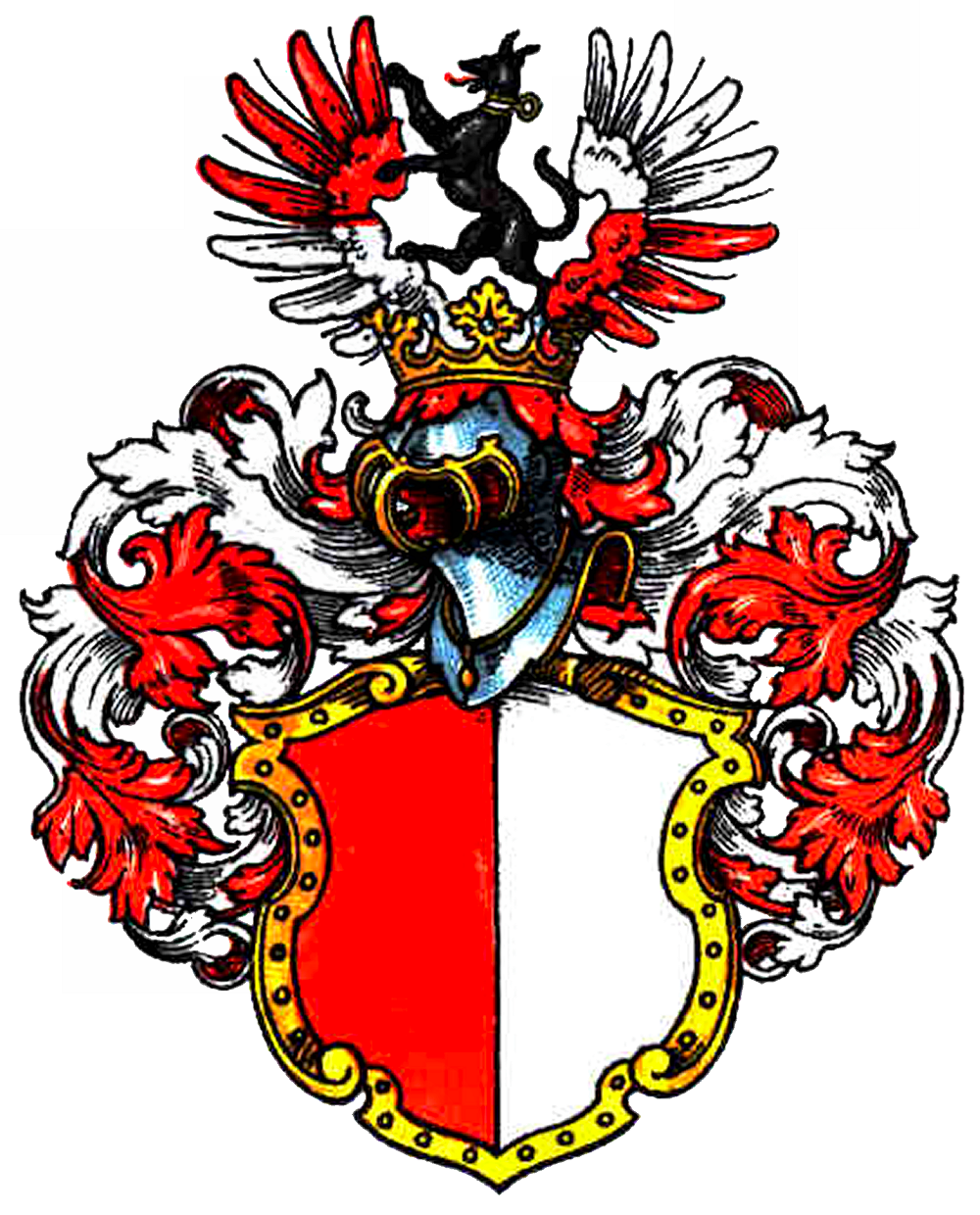
Wappen der Jacobi von Wangelin im Schlesischen Wappenbuch

## Angehörige

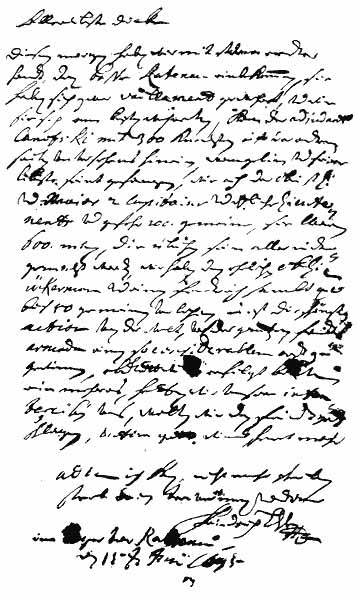
Landgraf Friedrich von Hessen-Homburg vom 15. Juni 1675 an seine Gemahlin über die Gefangennahme Wangelins nach der Schlacht von Rathenow

- Heinrich III. von Wangelin, 1419–1429 Bischof von Schwerin, erster Kanzler der Universität Rostock
- Hinrich Wangelin, 1523 Mitzeichner der Union der Landstände als ein vollmächtigter Befehlshaber aller Mannschaft
- Clemens von Wangelin, Provisor des Klosters Malchow (16. Jh.)
- Margaretha Wangelin, 1557 Unterpriorin, ab 1562 bis 1569 Priorin des Klosters Dobbertin[9]
- Clemens von Wangelin († 1660), als der Zugenommene Mitglied der Fruchtbringenden Gesellschaft
- Bernhard Christian Wangelin († 1686), schwedischer Gouverneur von Wismar 1680–1683
- Christian Friedrich von Wangelin (1682–1755), dänischer Generalmajor
- Georg Christoff von Wangelin, 1723–1738 Provisor des Klosters Dobbertin, Erbherr auf Alt-Schwerin
- Karl Moritz von Wangelin, 1760–1772 Landrat des Kreises Luckenwalde, 1773–1779 Landrat des Kreises Ziesar
- Hugo Aurelius von Wangelin (1818–1883), 1863 Colonel der 12. (freiwilligen) Missouri-Infanterie unter General Charles Robert Woods im Sezessionskrieg
- Georg Jacobi von Wangelin (1836–1915), deutscher Forstbeamter und Autor
- Axel Jacobi von Wangelin (* 1974), Professor für Chemie an der Universität Hamburg[10]